# Dichrostachys
Genre
Synonymes
- Cailliea Guill. & Perr[2].

Dichrostachys est un genre de plantes à fleurs dicotylédones de la famille des Fabaceae, sous-famille des Mimosoideae, originaire des régions tropicales de l'Ancien Monde (Afrique, Asie, Australasie), qui comprend 17 espèces acceptées.
Ce sont des arbres ou des arbustes, parfois épineux, aux feuilles composées bipennées. Les fleurs, petites, sont groupées en épis appelés « lanternes chinoises », portant à leur extrémité des fleurs hermaphrodites jaunes, et à la base des fleurs neutres roses ou pourprées.

## Liste d'espèces
Selon The Plant List (7 novembre 2018) :
- Dichrostachys akataensis Villiers
- Dichrostachys arborescens (Benth.) Villiers
- Dichrostachys bernieriana Baill.
- Dichrostachys cinerea (L.) Wight & Arn.
- Dichrostachys dehiscens Balf.f.
- Dichrostachys dumetaria Villiers
- Dichrostachys kirkii Benth.
- Dichrostachys paucifoliolata (Scott-Elliot) Drake
- Dichrostachys paucifoliolatus (Scott-Elliot) Drake
- Dichrostachys pervilleanus (Baill.) Drake
- Dichrostachys richardiana Baill.
- Dichrostachys santapaui Sebast. & Ramam.
- Dichrostachys scottiana (Drake) Villiers
- Dichrostachys spicata (F.Muell.) Domin
- Dichrostachys tenuifolia Benth.
- Dichrostachys unijuga Baker
- Dichrostachys venosa Villiers